# 천사들의 합창
《천사들의 합창》(스페인어: Carrusel 카루셀[*]→회전목마)은 1989년에 멕시코의 텔레비사(TELEVISA S.A.)가 제작한 어린이 드라마이다.
원작은 1983년에 아르헨티나에서 제작한 동명의 어린이 드라마이며 해당 작품 및 2002년도 작품 모두 이 아르헨티나 드라마를 리메이크한 것이다.
대한민국에서는 1990년 10월 ~ 1991년 7월에 미국의 중개업체를 통하여 배급되어 KBS 2TV를 통하여 방송되었다.
대한민국에서는 생소한 멕시코산 드라마임에도 불구하고 어린이 드라마로서는 이례적으로 대단한 인기를 누렸으며, 멕시코 및 브라질 등 중남미 국가에서도 방영 당시 대대적인 반향을 불러 일으켰다.
후속 작품도 그 후 제작되었으나, 출연진은 각각 다르다.
멕시코의 초등학교를 배경으로 개성 만발의 아이들과 새로 부임한 자상한 교사 히메나 선생님 사이에 벌어지는 사건을 중심으로 이야기가 전개된다.
어린이 대상의 드라마임에도 사회구조적 문제들인 빈부 격차에 인종차별, 가정불화, 종교의 다양성 등 무거운 소재도 설득력 있게 다루고 있으며, 어린이들의 고충도 말하고 있다.
실제 드라마에는 부친이 의사인 부잣집 딸 마리아, 자동차 정비사의 아들 하이메, 키가 작고 뚱뚱한 낭만주의자 여학생 라우라 등 다양한 인종의 계층들이 등장한다.
또한 파블로가 겉모습은 순진한 시릴로를 놀리는 개구쟁이이지만 실제로는 부친과 갈등을 겪는 이야기는 어린이를 순수하고 순진하게만 보는 어른들의 인식을 교정함과 동시에, 시릴로가 가톨릭이 전통종교인 곧 기독교 문화인 멕시코에서 흑인 토착종교를 믿는 소수 종교인이며 다비드가 유대인이라는것은 종교의 다양성을 생각하게 한다.
비록 그들이 우리하고 다른 것이 있다면, 단지 피부 색깔하고 언어만이 다를 뿐, 인간으로서 누리는 기본권(자유권, 참정권, 사회권)은 모두 다 평등하다는 것이다.
그들도 모두 우리하고 같은 사회의 구성원이기 때문이다,
히메나 선생님 역을 맡았던 가브리엘라 리베로에 대해 포르노 배우 출신이라는 루머가 돌기도 했으나 사실이 아닌것으로 밝혀졌다.
이 루머는 가브리엘라 리베로와 얼굴이 동일하게 생긴 이탈리아 출신 포르노 배우 때문에 생긴 루머였다.

## 출연자
- 가브리엘라 리베로(Gabriela Rivero) (문지현 · 송도영) : 히메나 페르난데스(Ximena Fernández) 선생님
- 루드비카 팔레타(Ludwika Paleta) (홍경화 · 정현숙) : 마리아 호아키나 비야세뇨르(María Joaquina Villaseñor)
- 시릴로 리베라(Cirilo Rivera) (김정애 · 이나미) : 페드로 하비에르 비베로(Pedro Javier Vivero)
- 하이메 팔리요(Jaime Palillo) (유남희 · 유재옥) : 호르헤 그라니요(Jorge Granillo)
- 라파엘 오마르(Rafaél Omar) ( 장유진 · ? ) : 호르헤 델 살토(Jorge Del Salto)
- 발레리아 페레르(Valeria Ferrer) (김정애 · 이선호) : 크리스텔 클리트보(Christel Klitbo)
- 조셉 버치(Joseph Birch) (? · 박은주) : 다비드 라비노비치(David Rabinovich)
- 마우리시오 아르만도(Mauricio Armando) (유지영 · 장미경) : 파블로 게라(Pablo Guerra)
- 가브리엘 카스타뇬(Gabriel Castañón) (성선녀 · ?) : 마리오 아얄라(Mario Ayala)
- 플로르 에두아르다 구롤라(Flor Eduarda Gurrola) (홍영란 · 기경옥) : 카르멘 카리요(Carmen Carrillo)
- 일다 차베즈(Hilda Chávez) (문지현 · 이서윤) : 라우라 키뇨네스(Laura Quiñones)
- 아브라함 폰스(Abraham Pons) (이영주 · 이선호) : 다니엘 사파타(Daniel Zapata)
- 타키구치 요시키(滝口芳樹) (홍영란 · ?) : 미시마 코키모토(三島興基)
- 로사리오 수니가(Rosario Zuñiga) (홍영란 · 박인선) : 마르셀리나 게라(Marcelina Guerra)
- 베아트리스 모레노(Beatriz Moreno) (성선녀 · 장영주) : 펠리시아 오라카(Felicia Orraca)
- 아우구스토 베네디코(Augusto Benedico)·아르만도 칼보(Armando Calvo) (임종국 · 김기현) : 돈 페르민(Don Fermín)
- 리비아 안드라데(Lívia Andrade) (김정애 · ?) : 수사나 부스타만테(Suzana Bustamante)